# 西苏台德
西苏台德（波蘭語：Sudety Zachodnie）是一个地貌大区，位于捷克、波兰和德国边界的苏台德地區西部。它们主要由山脉组成。它们从东部的布布爾河延伸到西部的易北河和易北河砂岩山脉。